# 安倍晉三遇刺案

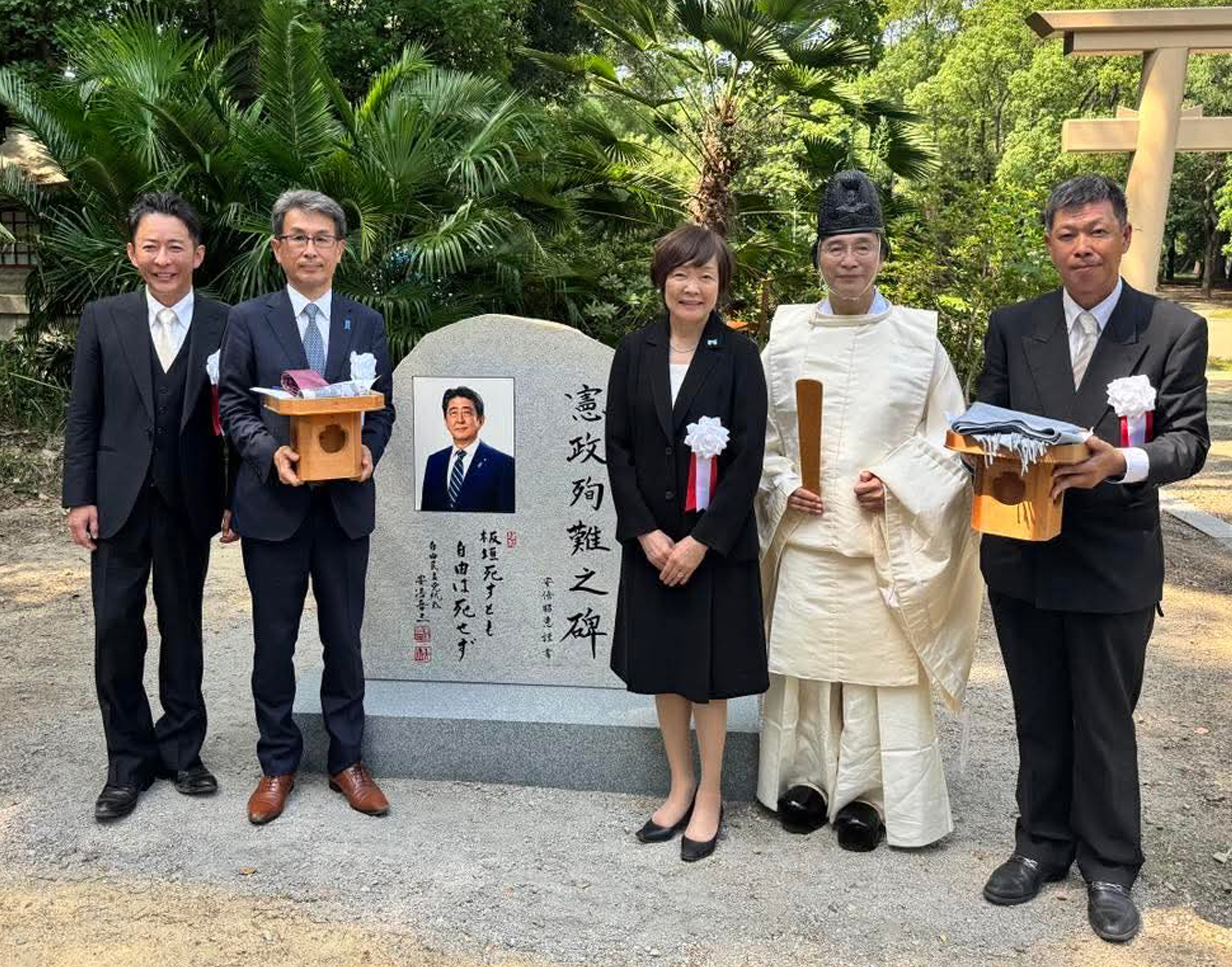
憲政殉難之碑（2025年7月6日）

安倍晋三遇刺案，或稱安倍晋三槍擊事件（日语：／ Abe Shinzō jūgekijiken），是一宗发生在日本奈良縣奈良市的槍擊刺殺案件。2022年（令和4年）7月8日11時30分，眾議院議員、前內閣總理大臣安倍晉三在近畿日本鐵道大和西大寺站附近的街頭演講中，遭槍手從背後槍擊倒地，胸部及頸部中彈，當日17時03分宣告不治，享年67歲。
安倍晋三當時正在為即將舉行的第26屆日本參議院議員通常選舉發表演講，奈良警方稱刺客用一把土制手槍從背後朝他心臟射了兩槍。安倍晋三因胸部受傷被立即送往當地奈良縣立醫科大學附屬醫院抢救。被警方当场逮捕的疑凶是41歲的奈良市男子山上徹也，他曾在日本海上自衛隊服役，原以殺人未遂被逮捕，安倍送醫不治後，以殺人罪被移送奈良地方檢察廳。為應對此事件，日本政府在首相官邸危機管理中心設立辦公室，日本警察廳也設立以警備局長為首的緊急對策中心。日本警方公布疑犯的行凶動機使日本社會和媒體重新關注統一教被指長期涉及洗腦信徒以便斂財的爭議，促使日本政要和立法者向公眾申告與統一教的關係。
由於此次事件導致統一教和自民黨受到重大的政治打擊，安倍遇刺事件被一些評論員認為是近代歷史上最成功達成行刺者行凶動機的刺殺事件之一。

## 背景

### 安倍晉三事發当日行程安排

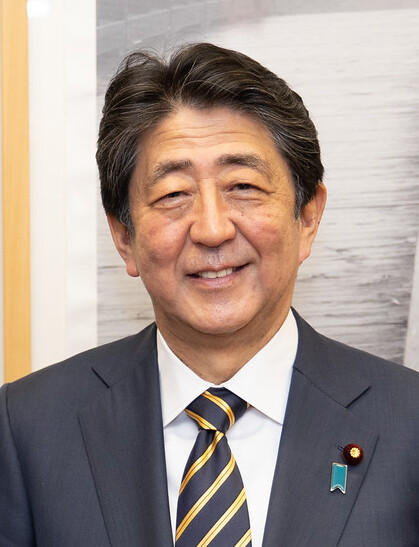
安倍晉三（2022年3月）

67歲的安倍晉三在2020年9月卸任內閣總理大臣（首相）一職後持續擔任國會眾議員，並且是自民黨黨內最大派閥「清和會」的會長，活躍于政壇。由於日本即將於7月10日舉行第26屆日本參議院議員通常選舉，安倍晉三作為自民黨內最知名人物，同時也多次期待能夠藉此修憲，因此積極投入自民黨各地選舉造勢。安倍晉三原本計畫7月8日前往長野縣助選，為自民黨候選人松山三四六站台，但《周刊文春》爆料松山三四六10多年前曾和一名20多歲女性發生婚外情。7月7日晚，安倍晉三決定取消8日前往長野助選的預定行程，並將站台造勢地點改到奈良县為佐藤啓助選。安倍晉三的演講時間在自民黨的網站上有公佈，事發前亦有人打電話諮詢安倍辦公室詢問有關安倍晉三的演講日程。

### 日本的枪支管控
日本是世界上枪支管控最严格的国家之一。1958年颁布的《铳炮刀剑类所持等取缔法》原则上禁止民众持有枪支和刀剑。在日本，想要申请持枪执照者需要接受心理健康和药物检查和犯罪记录检查，还需要上一门全日制课程，内容包括枪支法律、枪支安全等，之后需要通过书面考试，而且在射击场上的准确率需达到至少95%，每隔三年需要重新申请执照。允许在日本销售的枪支仅有霰弹枪和气步枪，持有手枪属于非法。这些限制使日本私人枪支拥有者极少，且逐年下降。2017年，日本拥有1.25亿人口，而平民持有的枪支数估计仅有377,000支。2019年，这一数据降低至310,400支。日本也是世界上枪支犯罪率最低的国家之一，日本警察厅的数据显示，2021年日本共发生10起枪击事件，且仅有1人因枪击死亡。自2017年来的5年内，日本每年因枪击死亡的人数最多为4人。

## 过程

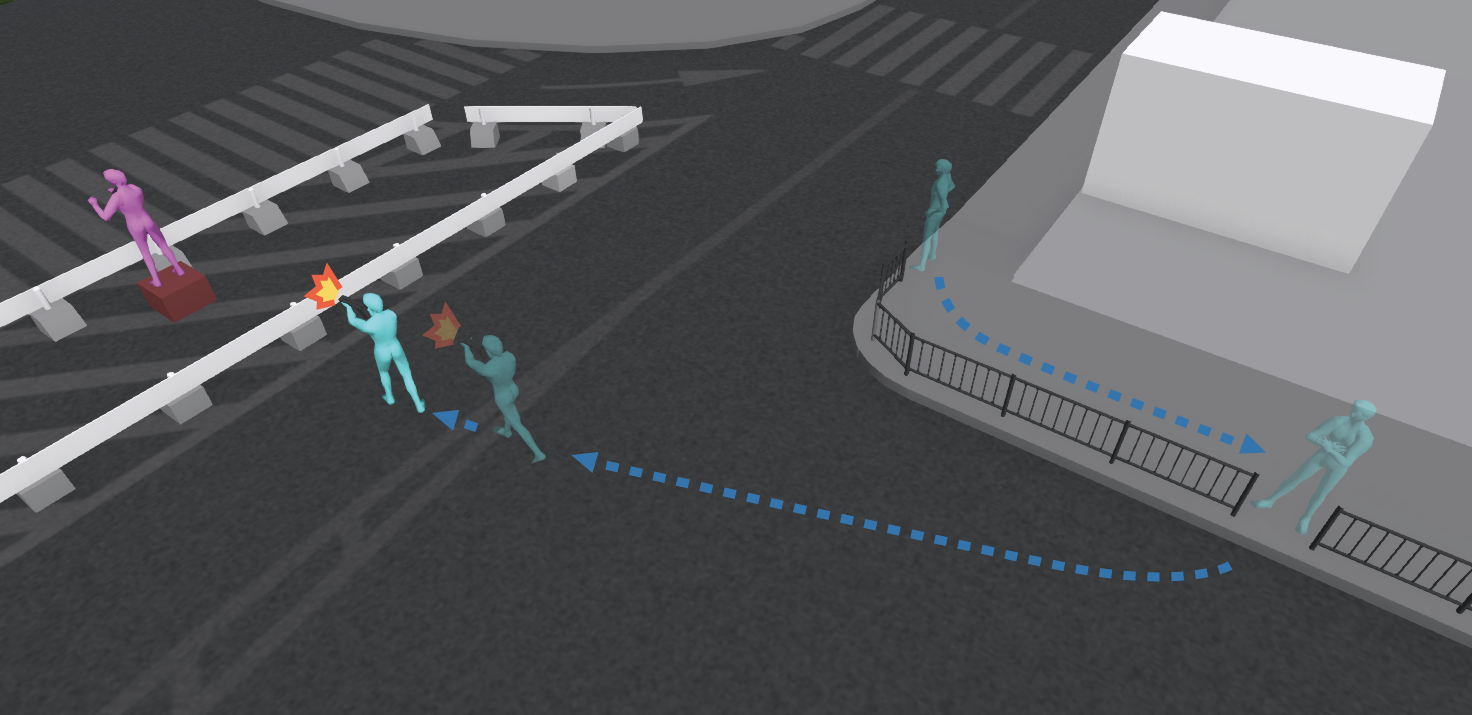
安倍晋三（紫色）和枪手（青色）的位置关系

2022年7月8日11時10分左右，替自民黨在第26届日本参议院议员通常选举助選的安倍到了奈良選區，為該區候選人佐藤啓站台造勢，並在奈良市的近鐵大和西大寺車站前舉行街頭短講。11時30分左右，安倍正好讲到“他（佐藤）从来没有考虑过做不到的原因是甚麼”（「彼はできない理由を考えるのではなく…」）一句時，遭山上彻也從背後兩度開槍射擊。
山上彻也在安倍晋三身后开第一枪后，安倍晋三无明显反应，此时山上間隔3秒再度開槍。
第二發槍聲之後，安倍晋三上半身屈下，左手嘗試掩蓋胸膛，從演講台下降到地面繼而往前倒下，警方当场逮捕山上彻也。安倍中彈後，右頸部有傷口，左胸位置流血，隨即失去呼吸心跳。儘管現場幕僚緊急搶救，並對安倍使用自動體外心臟除顫器，但15分鐘後送到橿原市內的醫院途中的安倍仍呈到院前心肺功能停止，生命狀況極為危險。
案發後30分鐘，原預定由安倍助選，但臨時被取消行程的長野縣候選人松山三四六，其辦公室接到一通恐嚇電話，電話中對方說道：「下一個輪到你」。

## 急救
前文部科學大臣下村博文8日中午在自民黨黨部對記者表示“聽說現在安倍正接受輸血，不能掉以輕心”。清和政策研究會秘書長西村康稔和代理會長暨前文部科學大臣鹽谷立則立刻趕往醫院探視；安倍晉三愛將、眾議員高市早苗亦趕往醫院，拜託醫生盡力「急救到底」。曾經擔任安倍內閣的官房長官七年半的前首相菅義偉取消沖繩行程，緊急趕往奈良，菅義偉表示，他當時聽聞安倍胸口中彈，擔心不測，稱「我希望與他呼吸一樣的空氣」。
救治安倍的奈良县立医科大学附属医院当天下午举行记者会宣布，安倍晉三於17时03分确认死亡。院方福島英賢教授表示：安倍送院時心肺功能已停止，多个部位大量出血且心脏血管破裂。院方為安倍胸部止血和總共輸了100包紅血球血漿，但許多地方無法完全止血，而且心跳未再恢復。檢查發現頸部略右側有相距約5公分的兩處槍傷，大血管和心室也受傷嚴重，判斷傷勢可能是從頸部射入的子彈造成。此外左肩前部有疑似子彈從體內穿出的創傷，但急救手術過程未發現子彈。
日本奈良縣警方9日公布司法解剖结果，安倍晉三的直接死亡原因主要為「左側的動脈嚴重損傷」，導致失血過多死亡。

## 嫌疑人
行凶者山上徹也 (山上彻也) ，曾服役于日本海上自卫队，事发时无业，41岁，在刺杀安倍前并没有任何刑事案底。

### 刑事调查
事后，山上徹也以杀人未遂現行犯被捕，安倍晉三被宣告死亡後，日本警方于7月10日上午将罪名改为殺人并移交奈良地方检察厅。7月13日凌晨5点左右，奈良县警方派遣五十余人回到案發現場進行大規模調查取證，并封鎖該路段約兩小時。現場調查發現，流彈擊中距離30公尺處的選舉車及90公尺處的停車塔外牆，彈孔的痕跡跟安倍演說所處位置及選舉車所在位置在同一條直線上。
山上被捕后，警方对其住宅进行多次搜查，并于7月24日没收了他部分物品，7月25日上午，警方将山上徹也从奈良西警察署移送至大阪拘留所，并就其是否具备刑事责任能力展开精神鉴定。关于此次案件受害者身份是前首相一事，日本律师井上薰表示，案件受害者不是现任日本首相，嫌疑人也没有推翻政府的打算，所以安倍的前首相身份不会对判决产生影响。
2022年12月24日，日本奈良县地方检察厅说，根据精神鉴定结果，山上彻也具有刑事责任能力，执法部门将在2023年1月13日以杀人罪正式起诉山上彻也。
2023年4月20日，记者江川紹子等人表示该案件是在竞选期间犯下的政治恐怖主义罪行，为避免民主主义被暴力行动破坏，法院应当向公众披露一部分信息以为全体国民考虑，遂向奈良地方法院提交了一份要求公开审判前程序的申请。5月18日，奈良地方法院宣布会在6月12日开启第一次预审。此次预审将对问题和证据进行审查，以为一审做准备。预审将闭门进行，而一审则预计将在2024年之后以陪审团审判的方式进行。

### 安倍家族與統一教的關係
疑犯山上徹也供稱，行刺安倍晉三是基於安倍與統一教的關係。統一教是由文鲜明於1954年在南韓漢城（今首尔）創立的新興宗教，安倍的父親安倍晉太郎及外祖父岸信介都與該團體保持長久合作關係。自岸信介1957年領導自民黨起就一直支持統一教在日本的傳播，統一教亦成為自民黨的選舉票仓，由於日本法律對政治團體進行公開宣傳活動有嚴格的防止擾民限制，統一教向教徒進行會內拉票的貢獻對自民黨而言格外重要。
2006年，已經當上日本首相的安倍晉三和他的數名內閣成員對文鮮明和其妻子韓鶴子於2005年創立的「天宙和平聯合會」（羅馬化：tenchū heiwa rengō；英文簡稱：UPF）發出過賀電。2021年9月，即安倍晉三遇刺前10個月，他和前美國總統唐納·川普、前聯合國秘書長潘基文等其他國際知名人物在天宙和平聯合會的《智庫2022和平前進大會》（Think Tank 2022 Rally of Hope）上發表了視像講話，安倍讚揚韓鶴子在推動朝鮮半島和平統一付出的努力。天宙和平聯合會東京支部的議長梶栗正義在大會的一個月後在一場內部演講會中透露，原本邀請了三名前日本首相在大會發表演講，但他們都因為擔心被當成統一教的宣教工具而回絕，但2021年春季當梶栗詢問安倍晉三如果川普出席大會的話會有何打算，安倍就表示「要是如此，自己都不得不出席了」，他於2021年8月24日正式答應參與大會並對梶栗說道「父親大人（文鮮明）雙臂交叉微笑的樣子讓我雞皮疙瘩。這8年間6次國政選舉中所展現的誠意，我（安倍）還是記憶猶新的」。
雖然這些都是公開的情報，但除了八卦小報外，日本主流媒體自2022年7月8日安倍晉三遇刺後到7月10日投票日期間都極力避免報導或點名統一教，而僅僅將統一教稱為「特定的宗教團體」，直至翌日統一教東京支部就刺殺案舉辦新聞發佈會，其名稱才出現在各大日本媒體中，會上支部會長田中富廣否認安倍家族與統一教存在密切關係，並且將天宙和平聯合會單純地形容為統一教的「友好團體」。2022年8月10日，正當首相岸田文雄就統一教的醜聞壓力下改組內閣同日，田中富廣再度舉辦記者會，對岸田決心切斷與統一教的關係感到遺憾，指統一教與自民黨政客保持聯繫只是因為兩者同樣秉持反共產主義思想。田中又批評有部分媒體對刺殺案疑犯因為怨恨統一教導致行凶的動機、以及該教被指控進行迷信營銷作出過剩和不實的報導。
2022年8月12日，統一教所屬的天宙和平聯合會在南韓舉行了一場國際會議，其中包含了追悼安倍。大會獲得大量外國政要如前美国国务卿邁克·蓬佩奧、前美国众议院议长紐特·金里奇和前加拿大总理史蒂芬·哈珀等人出席，但當中沒有來自日本的政治人物。前美國總統川普雖然沒有親身出席，但在會上播放了他為大會錄製的演說。大會沒有提及安倍與統一教的關係導致了暗殺事件，並將事件描述成「安倍在參加和平運動時死去」。
2022年8月18日，統一教在南韓組織了一場針對日本媒體的示威遊行，控訴日本的報導偏頗導致信徒承受著仇恨言論並且侵犯了他們的宗教自由。約有三千名信徒在統一教位於加平郡的設施集合，然後由旅遊大巴運送至首爾出席集會，當中包括大量經由統一教的集體配婚嫁到韓國的日本女性。所有與會者都拒絕來自日本媒體的採訪，並且有統一教職員主動插手阻止日本媒體採訪在場信徒。8月21日統一教又在其日本網站發表聲明認為媒體對統一教進行了異常的報導，在報導教會與政客之間的關係時猶如魔女狩獵，因此要求媒體對其信徒道歉並威脅以法律渠道對抗「有違事實」的報導。韓國文化廣播公司（MBC）的知名時事調查節目《PD手册》於8月30日報導了統一教與安倍晉三遇刺案的關連、統一教收集捐款的問題以及採訪了日韓的前信徒。節目播出後的翌日統一教集合了約四千名信徒到文化廣播公司於首爾的總部前抗議報導偏頗。
韓國記者宋周烈（音譯，羅馬化：Song Ju-yeol）接受全日本新聞網採訪指，根據統一教韓國本部內部人士透露，自安倍遇刺以來，教會正面臨比2012年教祖文鮮明逝世更嚴峻的危機，因為當前狀況極有可能會大幅減少從日本收集得來的資金，令集團難以經營其全球業務。協助統一教信徒脫教的日本民間組織「全國統一協會被害者家屬之會」表示，2022年6月即暗殺事件的上一個月，脫教求助數為8宗，但7月份的求助數飆升至94宗，8月份超過一百宗。
疑犯山上被媒體指出與其他日本的第二代信徒有著非常類似的經歷，都是因為父母過度的宗教狂熱導致家庭四分五裂。暗殺事件後有其他第二代信徒接受媒體採訪訴說他們因為統一教的影響而遭受不幸的童年，其中一名第二代信徒女士在暗殺事件的三個月後召開記者會，要求解散統一教（即剝奪其宗教法人的註冊資格，但不妨礙其繼續宗教活動），但在記者會中途被其父母經由統一教發函指稱女兒有精神問題而有說謊習慣，並要求終止記者會。
刺殺案發生一周年後，韓鶴子在一場對約一千名教會高層發表的私人講話中說道：「日本作為戰犯國必須賠償韓國，日本的經濟得以復興都是拜韓國所賜。對於迫害該教會的行為，包括岸田在內的日本政客都必須接受教育。」統一教在接受媒體採訪時拒絕證實流出錄音的真實性。

## 後續

### 事發當日至選舉日
安倍遭遇槍擊的15分鐘後，首相官邸開設對策辦公室，由內閣官房長官松野博一坐鎮指揮。案發時在山形縣造勢的首相岸田文雄取消行程緊急返回東京，所有其他现任内阁成员也被召回东京。7月8日傍晚總務省發表聲明參議院大選投票時間不會變動。
與此同時，安倍晋三的夫人安倍昭惠於案发当日12點20分左右離開東京澀谷的宅邸啟程前往奈良，16點55分抵達奈良縣立醫科大學附屬醫院，下車後並未發表談話。
槍擊案時日本股市正值中午休市。復市後日经平均指数表現反復下跌，上午近400點的漲幅在收市前幾乎全數回吐，當天收市報26,517.19，只微升26.66點，為當天全天最低位收市。
7月9日5點55分，載著安倍晋三遗体的灵车車隊驶离奈良县立医科大学附属医院。下午1點35分，安倍晉三遺體抵達東京澀谷區自宅。11日移靈东京增上寺舉辦通夜（靈前守夜），12日舉行葬礼，不接受弔問，只由近親與摯友參與。
日本各地於9日恢復選舉活動，維安規格提升，各黨派候選人大多選擇在選舉車上發表演說。7月10日，日本參議院大選投票順利結束。執政的自民黨在這次參議院選舉中大勝，連同其他支持修憲的黨派獲得超過三分之二的多數優勢。

### 國葬
| 安倍晉三國葬的民意調查      | 安倍晉三國葬的民意調查 | 安倍晉三國葬的民意調查 | 安倍晉三國葬的民意調查 | 安倍晉三國葬的民意調查 |
| 調查機構                    | 發表日                 | 支持                   | 反對                   | 來源                   |
| --------------------------- | ---------------------- | ---------------------- | ---------------------- | ---------------------- |
| NHK                         | 7/19                   | 49%                    | 38%                    | [ 102 ]                |
| NHK                         | 8/8                    | 36%↓                   | 50%↑                   | [ 103 ]                |
| 熊本日日新聞                | 7/21                   | 42%                    | 49%                    | [ 104 ]                |
| 中日新聞                    | 7/23                   | 21.4%                  | 76.4%                  | [ 105 ]                |
| 南日本新聞                  | 7/25                   | 23.1%                  | 72.2%                  | [ 106 ]                |
| 產經新聞／ 富士新聞網       | 7/25                   | 50.1%                  | 46.9%                  | [ 107 ]                |
| 產經新聞／ 富士新聞網       | 8/22                   | 40.8%↓                 | 51.1%↑                 | [ 108 ]                |
| 產經新聞／ 富士新聞網       | 9/18                   | 31.5%↓                 | 62.3%↑                 | [ 109 ]                |
| 共同通信社                  | 7/31                   | 45.1%                  | 53.3%                  | [ 110 ]                |
| 共同通信社                  | 9/18                   | 38.5%↓                 | 60.8%↑                 | [ 111 ]                |
| 日本經濟新聞                | 8/1                    | 43%                    | 47%                    | [ 112 ]                |
| 日本經濟新聞                | 9/18                   | 33%↓                   | 60%↑                   | [ 113 ]                |
| 長崎新聞                    | 8/1                    | 21.3%                  | 75.6%                  | [ 114 ]                |
| 日本新聞網 （TBS）          | 8/7                    | 42%                    | 45%                    | [ 115 ]                |
| 日本新聞網 （TBS）          | 9/3至9/4               | 38%↓                   | 51%↑                   | [ 116 ]                |
| 讀賣新聞／ 日本電視台新聞網 | 8/8                    | 49%                    | 46%                    | [ 117 ] [ 118 ]        |
| 讀賣新聞／ 日本電視台新聞網 | 9/4                    | 38%↓                   | 56%↑                   | [ 119 ]                |
| 琉球新報                    | 8/9                    | 34.1%                  | 65.0%                  | [ 120 ]                |
| 時事通信社                  | 8/11                   | 30.5%                  | 47.3%                  | [ 121 ]                |
| 時事通信社                  | 9/15                   | 25.3%↓                 | 51.9%↑                 | [ 122 ]                |
| 每日新聞                    | 8/21                   | 30%                    | 53%                    | [ 123 ]                |
| 每日新聞                    | 9/18                   | 27%↓                   | 62%↑                   | [ 124 ]                |
| 全日本新聞網                | 8/22                   | 34%                    | 51%                    | [ 125 ]                |
| 全日本新聞網                | 9/19                   | 30%↓                   | 54%↑                   | [ 126 ]                |
| 朝日新聞                    | 8/29                   | 41%                    | 50%                    | [ 127 ]                |
| 朝日新聞                    | 9/12                   | 38%↓                   | 56%↑                   | [ 128 ]                |

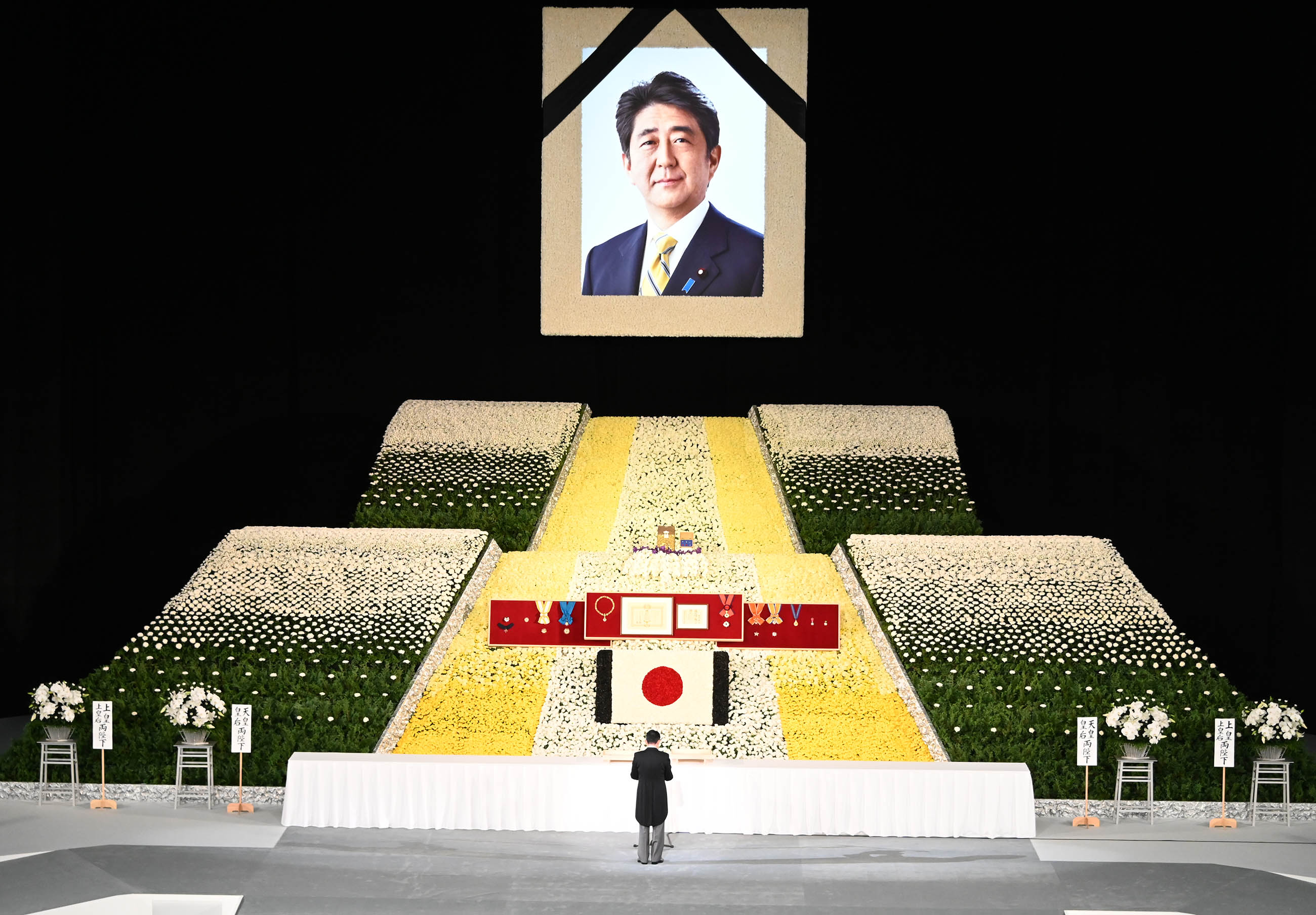
2022年9月27日，故安倍晉三國葬儀場於日本武道館。

刺殺案發生後的第六天，7月14日，首相岸田文雄敲定为安倍举行国葬，9月27日於東京日本武道館舉行，國葬的費用將由國庫全額負擔，並且從本來用於應對緊急狀態如天災的「預備費」中抽調資金。8月26日內閣批出不包含警備費用的2億4940萬日圓國葬預算，9月26日內閣公佈新的估算中包含了保安費（八億日元）、接待外國政要費（六億日元）和其他雜費（一千萬日元），實際總額至少是16.6億日元。10月13日，日本内阁官房长官松野透露，安倍国葬的费用将在12亿日元左右的范围内，比最初估計的省了4億。
日本內閣在公布國葬的決定前沒有事先在國會向其他議員尋求共識，而是在公布後嘗試說服反對的議員接受國葬安排。岸田指安倍作為日本憲政歷史以來在任時間最長的首相，並且在內政和外交上都有卓越的成就，因此符合國葬的條件，但重申政府不會強制而只是呼籲日本市民在國葬當日為安倍默哀。
日本自二戰後第一位亦是安倍國葬前唯一一位獲得國葬待遇的人物是前首相吉田茂，他的國葬於1967年由時任首相佐藤榮作主持舉行，花費一千八百萬日圓稅金。原本日本的《國葬令》制定於大正末期的1926年，第三和第五條規定「在天皇的授意下由總理主導，對為國家作出傑出貢獻的非皇室成員人士舉辦國葬」。日本在二戰戰敗投降後的1947年推行新憲法，國葬令隨之失效。吉田的國葬沒有任何憲法基礎，但當時唯一一個表態反對國葬的政黨只有小數派野黨的日本共產黨。二戰後天皇的葬禮都是以國葬規格進行，但自1947年起其葬禮改稱為「大喪之禮」。
日本在野党和民间存在反对为安倍晋三举行国葬的声音。日本媒體各自進行的民意調查都顯示反對國葬的受訪者佔多數，並且反對一方隨時間推進有上升趨勢（見列表）。反對者以國葬決定缺乏憲法依據、憂慮國家會強求全日本人民為安倍服喪而侵犯憲法賦予的個人思想自由為由，入稟東京、埼玉、橫濱和大阪等地的地方裁判所，申請對國葬提出禁制令，這些訴訟在9月9日被所有法院駁回。9月12日，日本記者會議發表公開信，反對安倍國葬，引用各大媒體的民意調查指國葬缺乏民意支持，信中批評安倍與統一教的瓜葛及於在任期間的2015年強行通過日本和平安全法制（合法化日本的集體自衛權），指責這是破壞日本的憲法和和平外交路線，但岸田卻意圖利用納稅人的金錢美化安倍種種危險的遺產。專門報導邪教與政黨互相勾結的記者鈴木Eito則擔心統一教會利用安倍的國葬勸誘更多人入教斂財，因為安倍生前高調讚揚統一教的總裁韓鶴子。
反對為安倍舉行國葬的市民在公眾場所組織數場和平示威，第一場在7月22日於東京千代田區的首相官邸前進行，約有四百人聚集，第二場於8月16日在東京新宿街頭進行，有超過一千人參與，第三場於8月31日由反對黨派聯合在國會議事堂前進行，聚集了超過2500人。9月19日，東京澀谷和北海道札幌各自有市民組織反對國葬的示威集會。21日，日本一男子在现任首相岸田文雄的办公室附近自焚，以抗议为安倍晋三举行国葬。25日，民眾在東京新宿手持標語牌舉行抗議活動反對安倍國葬。27日，反對安倍國葬的人群在國會大廈前舉行示威遊行，主辦單位表示有15000人參加抗議。還有人在安倍國葬舉辦地日本武道館周邊舉辦反國葬示威遊行。
出席國葬的共有4170人，其中734名是海外出席者，包括美国副总统、印度总理莫迪、澳大利亚总理安东尼·阿尔巴尼斯、中国人民政治协商会议全国委员会副主席万钢、国际奥林匹克委员会主席托马斯·巴赫。2022年9月20日，日本前首相菅直人和鸠山由纪夫表示将不会出席此次国葬。
2022年10月15日，安倍晉三的家鄉山口縣舉辦追悼安倍的縣民葬。

### 岸田改組內閣
安倍遇刺後，日本國內針對政客與統一教瓜葛的輿論持續升溫，岸田文雄於2022年7月31日宣布要求自民黨黨員「小心地說明」自己與統一教的關係。讀賣新聞和日本放送協會於2022年8月首周各自進行的民意調查都顯示，岸田內閣的支持度對比上個月出現了8%至13%的下滑，不支持度亦相應上升。日本放送協會的調查顯示，82%的受訪民眾認為政客沒有充分公開自己與統一教的關係，認為說明已經充分的只佔4%。岸田文雄於2022年8月6日宣布，原先預定2022年9月提前至8月10日改組內閣，表示會小心審視現閣員及候補閣員與統一教的關係，在這次改組內閣獲得任命為數位大臣的河野太郎於8月12日宣布，他指示消費者廳盡快成立對應和監管圍繞諸如統一教的迷信營銷的委員會。安倍遇刺也导致清和会式微，在此次改组中，同属清和会内部“安倍系”的防卫大臣岸信夫、经产大臣萩生田光一和文部科学大臣末松信介出局，不属于清和会但與安倍关系密切的高市早苗虽然入阁，但是也仅成为在内阁中排名倒数第二的内阁府特命担当大臣，但属于清和会内部“福田系”、曾与安倍晋三关系不佳的内阁官房长官松野博一却得以留任。而在自民党内，同属清和会的福田达夫也在8月10日的内阁改组后不再担任自民党总务会长。
2022年10月24日，原本在改組中獲得留任的經濟再生大臣山際大志郎因爲在改組之後才主動公開參與過統一教相關活動的經歷，并在面對媒體和反對黨追問細節時經常以不記得或沒有記錄爲由回避等壓力下，宣佈辭去大臣的職務。

### 与统一教的关系
2022年8月31日，日本自民党宣布与統一教断绝关系。首相兼自民党总裁岸田文雄在当日举行的记者招待会上宣布，对于自民党议员与前统一教会的关系所引起的担忧和怀疑表示歉意，并强调自民党的政策是断绝与统一教关系。
援助統一教受害者的全國迷信營銷對策律師聯絡會於2022年10月11日對岸田內閣提呈援引《宗教法人法》第81條的解散令剝奪統一教的宗教法人資格讓其不再獲得稅務優惠，岸田表示會立案調查統一教並按報告結果檢討是否向法院提出剝奪統一教的宗教法人資格。在安倍遇刺前，日本法院曾經發出過兩次第81條解散令，第一次是1996年奧姆真理教就東京地鐵沙林毒氣事件判決後被勒令解散，第二次是2002年針對和歌山明覺寺（羅馬化：myōkakuji）對信徒進行迷信營銷大量斂財後，相關高層因詐騙罪遭刑事撿控後組織被解散。
2022年12月10日，日本國會通過「關於防止法人等不當勸誘捐款等法律案」，首度規範宗教團體不當勸誘捐款。

### 民众对其的同情和捐助
2022年9月8日，消息人士透露，山上所在的大阪拘留所收到了来自日本全国各地送给山上的现金共计超过100万日元。报道还称，在请愿网站上，请求为山上减刑的活动还在继续，目前已经有超过7900名网络用户署名。在活动页面上，可以看到“他是被害者”“他的动机令人不禁同情”等评论。
日本朝日电视台2022年12月31日发布独家报道称，枪杀安倍嫌犯山上彻也在受访时表示，“自己做了应该做的事”。报道称，除了上述言论，山上彻也还就他现在的想法称，“在赎罪后想要做一些能够惠及他人的事情”。

### 奈良地方法院收到的不明包裹
2023年6月12日，日本奈良地方法院收到一个不明包裹，收件人写着嫌疑人山上彻也的名字。
奈良地方法院报警后，发现包裹内的物品为要求给山上减刑的签名文件。

## 警備问题調查

### 安保问题
安倍遇刺案发生后，輿論焦點集中在維安細節出現疏失，引发外界对现场安保工作的质疑。且此前6月25日，自民黨幹事長茂木敏充也在同一地方进行演讲，当时并未发生意外，後來安倍演讲时也参照了茂木敏充的安保配置，并未预想会出现枪击事件，这也被认为是此次安保出现疏漏的原因之一。自民党奈良县支部联合会透露，现场当时有来自警视厅和奈良县警方的特警7人，还有来自县支部联合会的15名工作人员负责警备和警卫工作，安倍的背后也有人警备，但仍未能阻止嫌疑人行動。原警視廳刑警吉川祐二称，从结果来看只能说明警备出现失误，日本保镖协会会长阿久津良树也称，现场的警卫缺乏对周围情况的认识以及把握能力。
2022年7月9日，日本奈良县警察本部部长鬼塚友章召开新闻发布会致歉，并表示“不能否认警备存在问题”。
8月3日，《每日新聞》采访警方相关人士，报道了案发时的详细警备情况。报道表示安倍遇刺现场有由警视厅的安全警官和奈良县警共同组成的十几名警员。安倍站立演讲的护栏内有4名警员，其中1人负责安倍的后方警戒。在护栏内原本负责警戒后方的警察由于安倍前方、右侧的听众增多，为防止突发事件便将注意力集中于关注前方民众动态。安倍身后有两名警官，一人在山上彻也曾站立的人行道旁警戒，另一名警官则在车道环岛旁移动警戒，这两名警官不但需要负责后方的警戒工作，也要兼顾前方的警戒工作，但事发当时安倍前方约有300名听众，后方几乎没有，两名后方警戒的警员也将注意力集中于前方。另因安倍后方是车道，且有多辆汽车通行，警官也多注意车辆而难以注意到山上彻也的靠近行为。该报道指出，现场配置的警察均着私服，未有一人穿警服警戒。接受采访的警方相关人士指责此次警戒计划并未考虑到枪击事件的发生可能。

### 成立调查组
2022年7月12日，警察廳長官中村格表示，就安倍晋三遭枪击身亡一案“感到责任重大”。同日，日本警察廳表示，将針對當天的警備問題組成调查組介入調查，關鍵點在於第1槍與第2槍之間相隔3秒（後經準確測量為2.6秒），現場隨扈維安有足夠時間能夠出手保護安倍，卻沒有遵照基本要領SOP，引導安倍到安全的地方，警方最後只壓制了嫌疑人。
7月14日，警視廳派遣调查组前往奈良就涉事警察展开调查工作。

### 发布调查报告
8月25日，日本警察厅就该案发布调查报告，表示当天的警备安保工作存在计划不完备、现场指挥不足、未充分信息共享等问题，并表示当天最大的问题就是安倍后方安保力量缺失，以致嫌疑人得以接近至安倍晋三身后约5.3米处开出第二枪，其原因是警方在演讲开始前调整安保部署优先保证前方警戒，却未能做好信息共享，导致未能即时指挥调遣人员以补充后方的警备力量；针对该案涉及的种种警备安保问题，警察厅决定调整警護要則，此前的要人安保工作均由当地警方负责，此后将强化警察厅在其中的重要关系，并决定扩充警察厅中负责警备任务的警備局警備運用部警備第一課警護室，以强化警备能力。同日，警察厅长官中村格表示已向國家公安委員會提交辞呈，引咎辞职，同时，警察厅对奈良当地警方的警察本部部长鬼冢友章等人下达了减薪三月等处分，鬼冢友章亦于当日下午召开新闻发布会致歉，并表示已向国家公安委員会及警察厅長官递交辞呈。

## 各方表态
日本前內閣總理大臣安倍晉三於2022年7月8日遇刺身亡後，全球政要普遍致以哀悼，许多日本民众自发悼念安倍晋三。美國、印度、孟加拉国、尼泊尔、不丹、柬埔寨、台灣、巴西、澳大利亚、泰国等地降半旗致意。在与日本关系紧张的中国大陆、南韓民間也存在“庆祝”以鹰派著称的安倍晋三遇刺身亡的言论，引发争议。